# Shah Hussain Shah
Shah Hussain Shah (Shā Fusein Shā (シャーフセイン・シャー)), (* 8. června 1993 v Londýně, Spojené království) je japonský zápasník–judista, který reprezentuje zemi svých rodičů Pákistán.

## Sportovní kariéra
Od svých dvou let žije v Japonsku, kam se přesunul s matkou a otcem Hussainem Shahem bývalým amatérským a profesionálním boxérem v roce 1995. Judu se věnuje vrcholově jako student univerzity v Cukubě. V roce 2016 dosáhl na asijskou kontinentální kvótu pro účast na olympijských hrách v Riu, kde vypadl v úvodním zápase s Ukrajincem Artemem Blošenkem na ippon.

## Výsledky
| Olympijské hry    |     |     | — |     |     |     | úč. |  |  |  |  |  |  |  |  |  |  |  |  |  |  |  |  |  |
| Mistrovství světa | úč. | —   |   | úč. | úč. | úč. |     |  |  |  |  |  |  |  |  |  |  |  |  |  |  |  |  |  |
| Asijské hry       | úč. |     |   |     | 5.  |     |     |  |  |  |  |  |  |  |  |  |  |  |  |  |  |  |  |  |
| Mistrovství Asie  |     | —   | — | 3.  |     | 3.  | úč. |  |  |  |  |  |  |  |  |  |  |  |  |  |  |  |  |  |
| MS juniorů        | úč. | úč. | — | —   |     |     |     |  |  |  |  |  |  |  |  |  |  |  |  |  |  |  |  |  |